# Ямамото Ґомбей
Ямамо́то Ґо́мбей (яп. 山本権兵衛, やまもとごんべえ, МФА: [jamamoto gombei̯]; 26 листопада 1852 — 8 грудня 1933) — японський політичний і державний діяч, військовик Імперського флоту Японії. 16-й і 22-й прем'єр-міністр Японії (20 лютого 1913 — 16 квітня 1914; 2 вересня 1923 — 7 січня 1924). Міністр флоту Японії (8 листопада 1898 — 7 січня 1906), тимчасовий виконувач обов'язків міністра закордонних справ (1923). «Батько японського флоту» нового часу.

## Біографія
Ямамото Ґомбей народився 26 листопада 1852 року в південнояпонському автономному уділі Сацума-хан, в родині самурая. В 14 років він втратив батька і зайняв його місце в адміністративному апараті уділу. З 16 років Ґомбей став наближеним Сімадзу Тадайосі, володаря Сацума-хану. За заступництва останнього він отримав посаду Кіотського губернатора в ході реставрації Мейдзі 1868 року.
Ґомбей брав участь у громадянській війні Босін 1868–1869 років на боці Імператорського реставраційного уряду. Після війни він навчався в Академії Сьохейдзака, школі Кайсендзьо, а також Військово-морському училищі. В цей час Ґомбей зблизився із Сайґо Такаморі та підтримував радикалів в дебатах про завоювання Кореї.
1877 року Ґомбей закінчив училище в званні молодшого лейтенанта флоту і вирушив у навколосвітню подорож. Після повернення він командував воєнними кораблями «Такао» і «Такатіхо».
1891 року Ґомбей був призначений секретарем Сайґо Цуґуміті, міністра Імперського флоту Японії. На цій посаді він завоював довіру свого начальника і спромігся добитися унезалежнення Генерального штабу флоту від Генерального штабу армії. З 1893 року Ґомбей виконував обов'язки завідувача господарством міністерства флоту, а з 1895 року — очолював військовий відділ цього міністерства. Під час японсько-китайської війни 1894–1895 років він успішно керував адміністративними справами Шанхайської армії, за що був удостоєний посади міністра флоту Японії.
1898 року Ґомбей отримав звання віце-адмірала. Протягом декількох років він займав посаду міністра флоту в кабінетах Ямаґати Арітомо, Іто Хіробумі, Кацури Таро. Також Ґомбей очолював центральне відомство військово-морських сил Японії під час російсько-японської війни 1904–1905 років. За заслуги його підвищили до звання адмірала, нагородили титулом графа і прирівняли до титулованої шляхти кадзоку.
1913 року, після повалення третього кабінету Кацури, Ґомбей отримав портфель прем'єр-міністра країни і сформував свій перший кабінет спільно із Товариством друзів конституційного уряду. Він добився внесення поправки до закону про призначення воєнних міністрів, згідно з якою очолювати воєнні відомства могли очолювати не лише військові, але й цивільні особи. Проте через скандал довкола хабаря німецької фірми «Сіменс» високопосадовцям флоту, весь кабінет Ґомбея був змушений піти у відставку.
Вдруге Ґомбей очолив країну 1923 року, після Великого кантоського землетрусу. Його кабінет розпочав реабілітаційні роботи регіону Канто, провів реформу виборчої та фінансової систем, уклав договір про нормалізацію відносин із СРСР. Проте через декілька місяців Ґомбей склав свої повноваження прем'єра, взявши на себе відповідальність за інцидент біля Тигрових воріт, в якому було здійснено напад на Великого сина Імператора Хірохіто.
Наприкінці свого життя Ґомбей очолював Сацумську фракцію в уряді, яка складалася переважно з офіцерів флоту. Він протистояв впливові Ямаґати Арітомо, лідеру фракції Тьосю, більшість членів якої були військовиками Імперської армії.
Помер Ямаґата Ґомбей 8 грудня 1933 року в Токіо.